# 1841年堪察加地震
1841年堪察加地震發生於1841年5月17日當地時間上午8點。地震震央位於俄羅斯遠東地區堪察加半島附近。地震矩震級估計為9.0級或更高，是該地區歷史上最大的地震之一，一場高達15公尺（49英尺）的大型海嘯襲擊了海岸。

## 海嘯
1841年堪察加地震在堪察加半島東部海岸引發了一場巨大海嘯，最大浪高達15公尺（49英尺）。海嘯沖走了當地居民的蒙古包。在夏威夷希洛，海嘯高達4.6公尺（15英尺）。這是夏威夷有史以來首次觀測到源自堪察加半島的海嘯。